# Periglicofilia
Periglicofilia  é o coleccionismo de pacotes de açúcar, que resulta de perí (do grego, “ao redor”) + glico (do grego glykñs , “doce”) + filia (do Grego phílos , “amigo”).
A periglicofilia é um colecionismo simples de realizar, com os pacotes de açúcar à disposição de todos de um modo fácil e pouco dispendioso. Tem diversas comunidades online e encontros em várias partes de Portugal e resto da Europa, que o têm vindo a expandir.
A maioria dos periglicófilos esvazia os pacotes de açúcar para os guardar na sua coleção. Há no entanto quem os preserve cheios.